# Uniunea Polono-Lituaniană

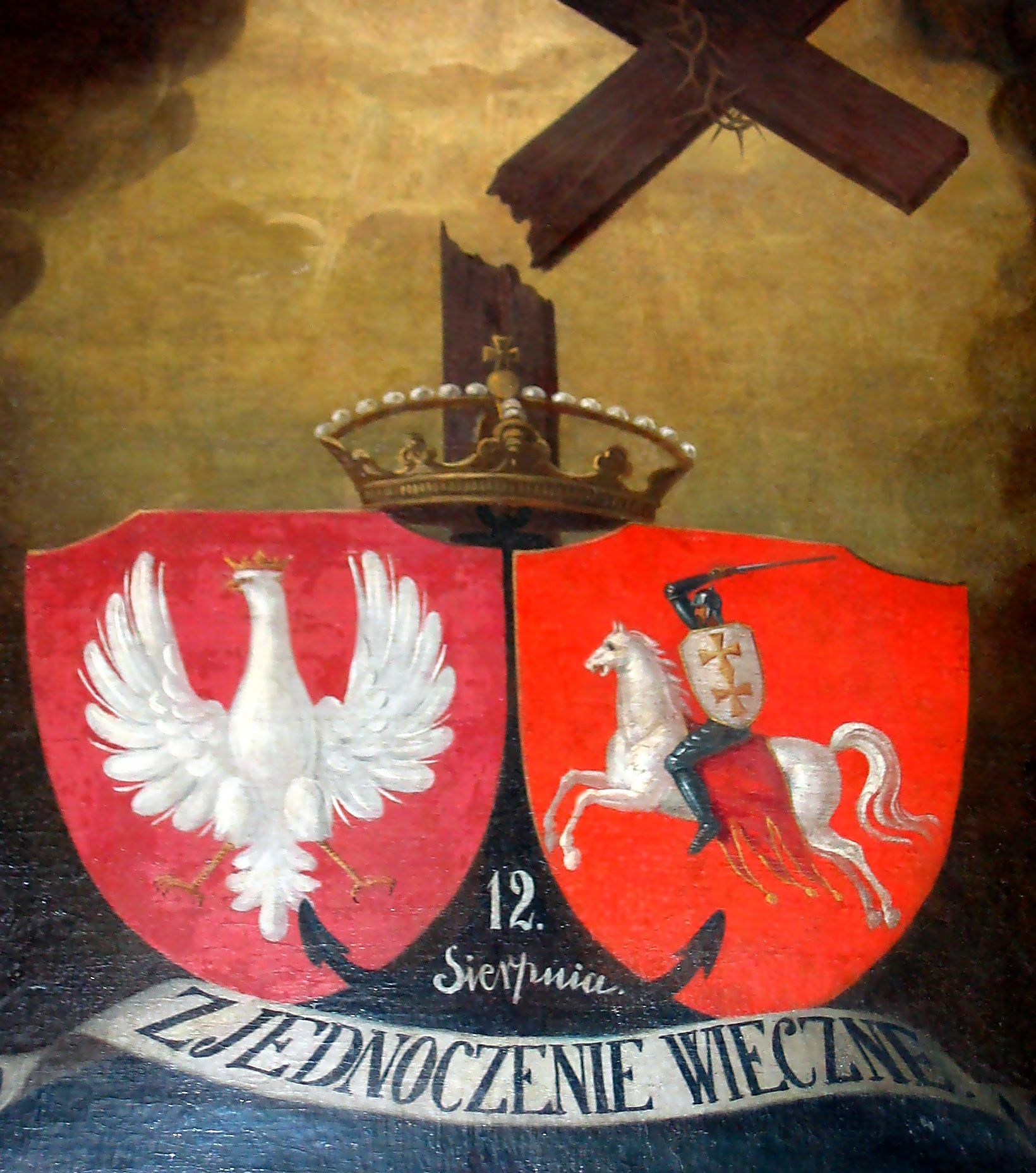
Pictură comemorativă (circa 1861) care ilustrează uniunea polono-lituaniană. Motto-ul ilustrat este „Uniune eternă”.

The Uniunea Polono-Lituaniană (sau Uniunea dintre Polonia și Lituania) reprezintă relația formalizată printr-o serie de acte de alianță între Coroana Regatului Poloniei și marele Ducat al Lituaniei. Procesul a debutat în 1385 și a dus la apariția Uniunii statale poloni-lituaniene (Republica celor Două Națiuni) in 1569 care, s-a sfârșit în 1795 odată cu cea de-A treia împărțire a Poloniei.